# Thuyết hòa bình dân chủ

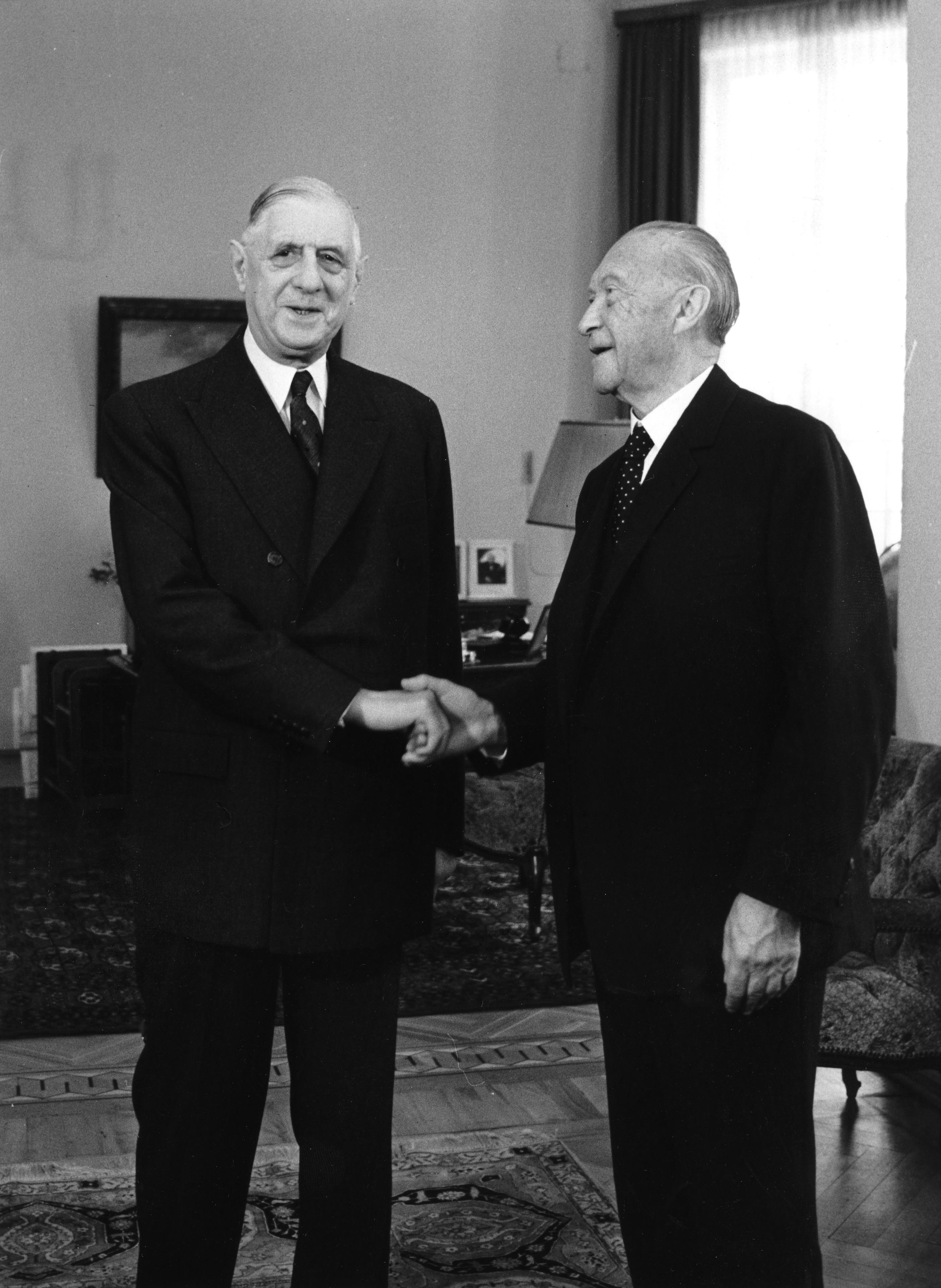
Tổng thống Pháp Charles de Gaulle bắt tay với thủ tướng Tây Đức Konrad Adenauer ở Bonn, 1958, chấm dứt Mối thù Pháp-Đức

Thuyết hòa bình dân chủ là một lý thuyết dựa trên cơ sở là các nước dân chủ rất lưỡng lự khi quyết định tham dự vào một cuộc xung đột vũ trang với một nước dân chủ khác. Khác hẳn với các lý thuyết giải thích tại sao đưa đến chiến tranh, đây là một lý thuyết hòa bình, phác họa ra những nét chính của những động cơ mà cản ngăn bạo lực được hỗ trợ bởi nhà nước.
Trong số những đề xướng của Thuyết hòa bình dân chủ, nhiều yếu tố được xem như là khích lệ hòa bình giữa các nước dân chủ:
- Các nhà lãnh đạo dân chủ bị bắt buộc phải chịu tội vì những mất mát do chiến tranh gây ra trước các cử tri;
- Các chính khách chịu trách nhiệm trước quần chúng thường có khuynh hướng xây dựng các thiết chế dân chủ để giải quyết các căng thẳng quốc tế;
- Các nước dân chủ ít có khuynh hướng xem các quốc gia với chính sách và các học thuyết cầm quyền tương tự là thù nghịch;
- Các nước dân chủ thường thịnh vượng hơn các nước khác, và vì vậy thường né tránh chiến tranh để gìn giữ cơ sở hậu cần và tài nguyên.

Các nghiên cứu gần đây đã mở rộng thuyết này và nhận thấy rằng các nền dân chủ có ít xung đột quốc tế được quân sự hóa (militarized interstate disputes - MID) gây ra ít hơn 1000 lính chiến trường tử vong với nước khác. Đối với các MID đã và đang diễn ra giữa các quốc gia dân chủ chỉ gây ra một ít thương vong, và họ cũng có ít nội chiến hơn.

## Lịch sử

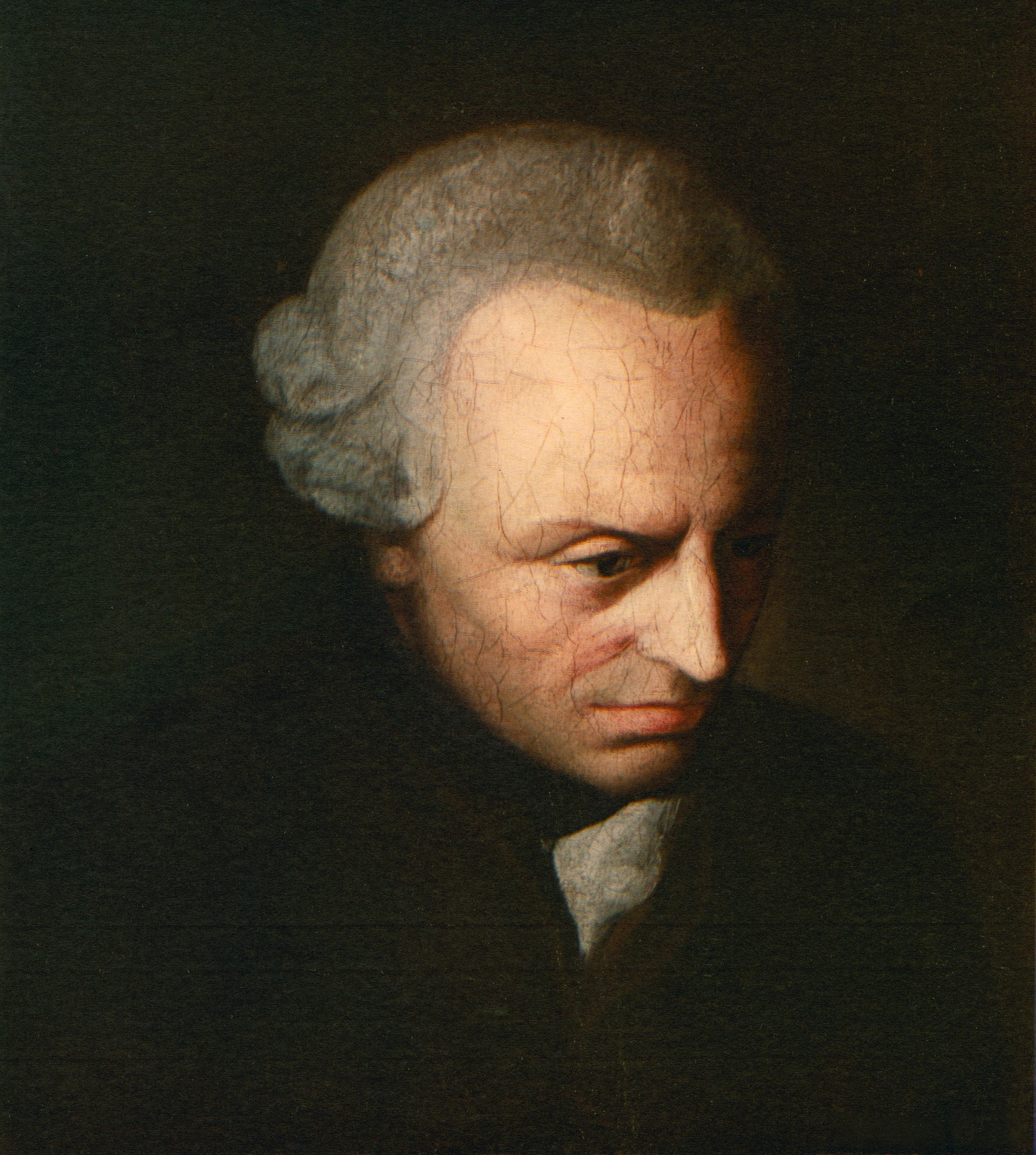
Immanuel Kant

Năm 1795, trong bài luận có tựa đề "Nền hoà bình vĩnh cửu" (Perpetual Peace) Immanuel Kant cho rằng, việc các quốc gia có các hiến pháp dân sự thành lập nên các nền cộng hòa là một trong nhiều điều kiện cần thiết để có một nền hoà bình vĩnh cửu. Lý thuyết của Kant là đa số người dân sẽ không bầu cử ủng hộ một cuộc chiến tranh, vì sợ mất của và mất tính mạng, ngoại trừ phải tự vệ. Vì vậy, nếu tất cả các quốc gia là những nước cộng hòa, sẽ không có nước xâm lược. Điều kiện thứ hai mà Kant cho là cần phải có, là một Liên minh hòa bình giữa các nước cộng hòa với nhau.